# Gavião (Bahia)
Gavião est une municipalité brésilienne de l'État de Bahia et la microrégion de Serrinha.